# Luiz Esteves Neto
Luiz Esteves Neto (Fortaleza, 24 de dezembro de 1925 - Fortaleza 31 de janeiro de 2008) foi um empresário cearense, formado em direito e contabilidade. Faleceu em janeiro de 2008 após vir lutando contra o câncer.

## Biografia
Ex-presidente da Federação das Indústrias do Estado do Ceará (FIEC), atuante no ramo da indústria gráfica, era referência como liderança do setor por sua habilidade política, mas, principalmente, pelo homem respeitado por seu jeito manso, amável e sincero de atender a todos.
Dirigiu por influência familiar, uma das mais tradicionais gráficas de Fortaleza, a Tiprogresso, desde 1940. Quando ingressou no meio classista industrial, o centro da movimentação do meio industrial ainda era o 7º andar do Edifício Jangada, na rua Major Facundo em fortaleza.
Entre 1986 e 1992, assumiu a presidência da FIEC, e em sua gestão também fez parte da diretoria da Confederação Nacional da Indústria (CNI).
Instalou as primeiras delegacias do SFIEC no interior do estado do Ceará, expandindo o processo de interiorização e de aproximação de lideranças dos eixos produtivos.
Foi criada a Comenda Luiz Esteves Neto.

## Condecorações
- Medalha do Mérito Industrial (FIEC),
- Sereia de Ouro (Grupo Edson Queiroz),
- Medalha do Reconhecimento (Sebrae/Brasília) e
- Medalha Cinqüentenário (CNI),
- Diversos sindicatos